# Konstdammen
Konstdammen är en bebyggelse norr om Blötberget i Ludvika kommun. Bebyggelsen ingick  från 1990 till 2015 i tätorten Blötberget och har av SCB 2023 avgränsats till en separat småort.